# تشوه الشعيرات الدموية المنتشر مع فرط النمو
تشوه الشعيرات الدموية المنتشر مع فرط النمو مجموعة فرعية من تشوهات الشعيرات الدموية المرتبطة بتضخم الخلايا، أي زيادة حجم بنى الجسم. يمكن اعتبار تشوهات الشعيرات الدموية مصطلحًا شاملًا للكثير من شذوذات الأوعية الدموية الناجمة عن ازدياد قطر الأوعية الدموية الشعرية أو عددها. يُشار إليه عادة باسم «وحمة بورت واين»، ويُعتقد أنه يؤثر على نحو 0.5% من السكان. تكون الشعيرات الدموية في الأدمة الحليمية مصابة عادة، ما يؤدي إلى ظهور آفات وردية أو بنفسجية اللون. تكون غالبية آفات تشوه الشعيرات الدموية المنتشر مع فرط النمو بقعًا شبكية منتشرة وشاحبة اللون.
تشوه الشعيرات الدموية المنتشر مع فرط النمو كيان فريد من متلازمات الأوعية الدموية الموصوفة سابقًا مثل: متلازمة كليبل-ترينوناي ومتلازمة تشوه ضخامة الرأس الشعري والجلد المرمري الخلقي متوسع الشعيرات ومتلازمة كلوفز ومتلازمة بروتيوس. يجب إجراء تقييم دقيق لاستبعاد هذه المتلازمات الوعائية المعقدة من التشخيص التفريقي، إذ يُعتبر تشوه الشعيرات الدموية المنتشر مع فرط النمو حالة حميدة أكثر شيوعًا.

## التصنيف
صُنفت تشوهات الأوعية الدموية المعقدة في الأطراف تبعًا لعيوب الأوعية الدموية الكامنة إلى تشوهات الشعيرات الدموية بطيئة التدفق وتشوهات الشعيرات الدموية سريعة التدفق. تتكون التشوهات الوعائية سريعة التدفق من تشوهات الشرايين والنواسير الشريانية الوريدية والتشوهات الشريانية الوريدية. تشمل التشوهات الوعائية بطيئة التدفق التشوهات الوريدية والتشوهات اللمفاوية الدقيقة وكبيرة الخلايا وتشوه الشعيرات الدموية. يقع تشوه الشعيرات الدموية المنتشر مع فرط النمو وفق نظام التصنيف هذا ضمن تشوهات الأوعية الدموية بطيئة التدفق.

## العلامات والأعراض
تظهر تشوهات الشعيرات الدموية في تشوه الشعيرات الدموية المنتشر مع فرط النمو على نحو مميز عند الولادة أو خلال الرضاعة. يمكن تصنيف مظهر تشوهات الشعيرات الدموية إلى نمط شبكي أو متجانس ذو لون شاحب أو غامق. يُعرف المظهر الشبكي على أنه بقعة مرقطة غير موحدة مع حدود غير واضحة، ويعرف المظهر المتجانس على أنه لون موحد ثابت مع حدود مميزة. يؤثر عادة على مناطق متعددة من الجسم. تكون الآفات وردية أو بنفسجية اللون لأن الشعيرات الدموية في الأدمة الحليمية تكون مصابة. عادة ما تكون الآفات منتشرة، ما يعني أنها متواصلة على مسافة أكبر من 2-3 سم خارج منطقة الإصابة. عادة ما تظهر تصبغات على الخط الناصف في البطن، ويمكن أن تشمل أيضًا الظهر والأرداف.
يحدث فرط نمو عادة في طرف واحد على الأقل، مع احتمال حدوث فرط نمو الوجه والجسم. تشمل التغييرات الأكثر شيوعًا المرتبطة مع تشوه الشعيرات الدموية المنتشر مع فرط النمو الأنسجة الرخوة وفرط النمو العظمي المتناسب مع نمو المريض. لا توجد عادة تشوهات في العظام في التصوير. لوحظ وجود تباين في طول الساق لدى نصف الحالات تقريبًا. وُجدت حالات من الضخامة الشقية، التي ترتبط بمظهر تشوهات الشعيرات الدموية المنتشر. على الرغم من ندرته، هناك تقارير عن حدوث ضمور في الأطراف. لوحظ ارتفاق الأصابع وضخامة الأصابع لدى نحو ثلث المرضى. لا يرتبط تشوه الشعيرات الدموية المنتشر مع فرط النمو عادة بتأخر النمو. إن المعرفة محدودة فيما يخص الأمراض المرتبطة بتشوه الشعيرات الدموية المنتشر مع فرط النمو لدى الجنين. أُبلغ عن حالة جنين مصاب بتشوه الشعيرات الدموية المنتشر مع فرط النمو وانصباب جنبي.

### الحالات ذات الصلة
يعاني المرضى المصابون بتشوه الشعيرات الدموية المنتشر مع فرط النمو، كما هي الحال في تشوهات الأوعية الدموية الأخرى، من ضيق نفسي اجتماعي والوصمة الاجتماعية وتدني احترام الذات والشدة العاطفية التي تبدأ عادة في مرحلة المراهقة. قد يعاني آباء الأطفال المصابين بتشوهات الأوعية الدموية من الضيق أيضًا بسبب المخاوف المتعلقة بكيفية معاملة أطفالهم من قبل الآخرين. أبلغ عن فوائد نفسية محتملة من العلاج المبكر بالليزر لوحمة بورت واين في عدد من الدراسات. وعلى نحو مشابه، يجب متابعة العلاج المبكر بالليزر في حالة تشوه الشعيرات الدموية المنتشر مع فرط النمو لتفادي الضيق النفسي والاجتماعي الذي قد يزداد مع التقدم في العمر ويجب تزويد المرضى و/أو الآباء بالدعم النفسي والاجتماعي عند الحاجة.